# Глен, Алан
А́лан Глен (англ. Alan Glen) — шотландский кёрлингист.
В составе мужской сборной Шотландии участник пяти чемпионатов мира (чемпионы в 1967, серебряные призёры в 1963, 1966, 1968). Пятикратный чемпион Шотландии среди мужчин.
Играл на позиции второго.

## Достижения
- Чемпионат мира по кёрлингу среди мужчин: золото (1967), серебро (1963, 1966, 1968).
- Чемпионат Шотландии по кёрлингу среди мужчин: золото (1963, 1965, 1966, 1967, 1968).

## Команды
| Сезон   | Четвёртый | Третий         | Второй      | Первый          | Турниры                      |
| ------- | --------- | -------------- | ----------- | --------------- | ---------------------------- |
| 1962—63 | Чак Хэй   | Джон Брайден   | Алан Глен   | Джимми Хэмилтон | ЧШМ 1963 · ЧМ 1963           |
| 1964—65 | Чак Хэй   | Джон Брайден   | Алан Глен   | Дэвид Хауи      | ЧШМ 1965 · ЧМ 1965 (4 место) |
| 1965—66 | Чак Хэй   | Джон Брайден   | Алан Глен   | Дэвид Хауи      | ЧШМ 1966 · ЧМ 1966           |
| 1966—67 | Чак Хэй   | Джон Брайден   | Алан Глен   | Дэвид Хауи      | ЧШМ 1967 · ЧМ 1967           |
| 1967—68 | Чак Хэй   | Джон Брайден   | Алан Глен   | Дэвид Хауи      | ЧШМ 1968 · ЧМ 1968           |
| 1982—83 | Алан Глен | Мюррей Мелвилл | Scott Symon | Леонард Дадмэн  | [ 2 ]                        |

(скипы выделены полужирным шрифтом)